# خرم (عروض)
الخَرْم عند أهل العروض هو حذف أول الوتد المجموع الواقع أول البيت من الشعر فتسقط فيه الفاء من فعولن الواقع في أول البحر الطويل والمتقارب والميم من مُفاعَلَتُن الواقع في أول الوافر، ومن مفاعيلن الواقع في أول الهزج والمضارع.